# 東平壤競技場
東平壤競技場（：／ Tong-P'yŏngyang gyŏnggijang）是朝鮮民主主義人民共和國首都平壤的一座體育場。主要用作足球比賽場地。它是在前領導人金日成的指導下，作為平壤市主要體育場館的補充而兴建。球場始建於1960年，場內可容納約3万至4万人。